# René van Eck (voetballer, 1966)

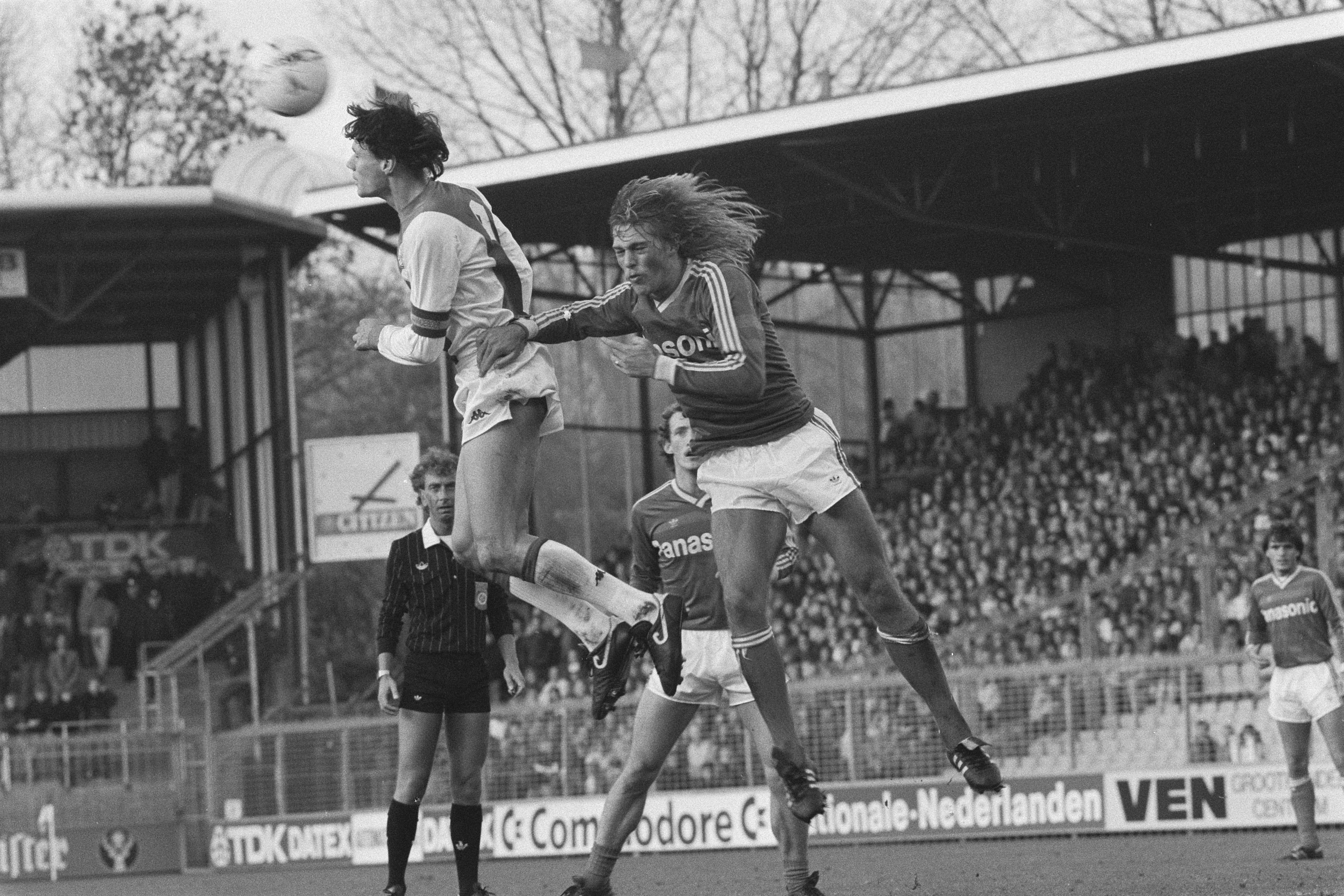
Van Eck (rechts) in duel met Marco van Basten tijdens Ajax - FC Den-Bosch op 9 november 1986

René van Eck (Rotterdam, 18 februari 1966) is een Nederlands voetbalcoach en voormalig voetballer.

## Loopbaan
Van Eck, een broer van Jos van Eck, speelde in Nederland als verdediger voor SBV Excelsior en FC Den Bosch. Hierna speelde hij lang voor FC Luzern en na ook nog in Duitsland gespeeld te hebben beëindigde hij in 2002 zijn spelersloopbaan bij SC Kriens.
Aansluitend werd hij eerst assistent-trainer en daarna hoofdtrainer bij Luzern waarmee hij promoveerde en in 2005 de bekerfinale bereikte. Hierna hielp hij Inter Turku uit Finland en FC Wohlen succesvol in de strijd tegen degradatie. Zijn verblijf bij FC Thun werd overschaduwd door een seksaffaire met een minderjarige waarbij diverse spelers betrokken bleken te zijn. Van 2008 tot 2010 was hij, met een korte onderbreking, trainer bij FC Carl Zeiss Jena. Aansluitend werkte hij in de jeugd bij 1. FC Nürnberg. Op 10 september 2012 werd hij hoofdtrainer van Alemannia Aachen. Eind juni 2013 werd zijn contract ontbonden. In juni 2014 begon hij als jeugdtrainer bij SBV Excelsior. Van Eck had in 2008 ook ambities in het kickboksen en trainde met K-1-vechter Xhavit Bajrami.
Van Eck werd op 5 februari 2015 aangesteld als hoofdtrainer van FC Den Bosch. Hij volgde Ruud Kaiser op die eerder die week werd ontslagen. Op 6 februari 2016, exact een jaar na zijn aanstelling, werd hij ontslagen door FC Den Bosch. Reden was de thuisnederlaag tegen de amateurs van VVSB (2-3) in het bekertoernooi. Een gevoelige uitslag omdat de elf van van Eck in de 82e minuut nog met een comfortabele voorsprong van 2-0 aan de leiding gingen. De taken van Van Eck werden tijdelijk waargenomen door assistent-trainer Paul Beekmans. Per 10 februari 2016 werd hij vervangen door Wiljan Vloet. In mei 2016 maakte hij het seizoen in de 1. Liga af als trainer van FC Muri. Van Eck werd in januari 2017 aangesteld bij FSV Wacker 90 Nordhausen, in de Regionalliga Nordost. Op 21 april werd hij daar ontslagen. Begin 2018 werd hij assistent-trainer bij FC Zürich waar hij reeds als jeugdtrainer werkzaam was. Medio 2019 liep zijn contract af.